# Naihanchi Shodan
Naihanchi (ナイハンチ?) (o Naifanchi (ナイファンチ?), Tekki (鉄騎?)) è un Kata del karate, eseguito nella posizione del cavaliere (naihanchi-dachi (ナイハンチ立ち?) / kiba-dachi (騎馬立ち?)). Esso si traduce come: 'Conflitto interno diviso'. La forma utilizza tecniche di combattimento come per esempio: tai sabaki, (body evasion) e grappling. Nello Shorin-Ryu e nello Matsubayashi-Ryu, il Naihanchi Shodan è il primo Ni Kyu (Kata da cintura marrone), anche se vieni insegnato alle Yon Kyu (cinture verdi), occasionalmente dopo l'esame per il grado di Ni Kyu. È inoltre il primo kata Shorin-Ryu ad iniziare con una tecnica a destra piuttosto che sinistra. Ci sono tre kata moderni che derivano da questo: Shodan, Nidan e Sandan. Alcuni ricercatori credono che Nidan e Sandan siano stati creati da Anko Itosu, ma altri ritengono che originariamente esso era un kata suddiviso in treparti separate, (probabilmente a causa di vincoli di spazio). Il fatto è che solamente Naihanchi/Tekki Shodan ha un'apertura formale, facendo ritenere che il katà sia stato diviso.